# Anii 280
Secole: Secolul al II-lea - Secolul al III-lea - Secolul al IV-lea
Decenii: Anii 230 Anii 240 Anii 250 Anii 260 Anii 270 - Anii 280 - Anii 290 Anii 300 Anii 310 Anii 320 Anii 330
Ani: 280 | 281 | 282 | 283 | 284 | 285 | 286 | 287 | 288 | 289